# Rapatriement (film)
Pour les articles homonymes, voir Rapatriement.
Pour plus de détails, voir Fiche technique et Distribution.
Rapatriement (송환, Songhwan) est un film documentaire sud-coréen, du réalisateur Kim Dong-won, récompensé par le Prix de la Liberté d’expression au Festival du film de Sundance 2004.
Rapatriement raconte la vie de 12 espions nord-coréens, capturés au cours des années 1960 en Corée du Sud, où ils ont été incarcérés et torturés pendant plus de trente ans.

## Synopsis
À la suite de la rencontre entre le président sud-coréen Kim Dae-jung et son homologue nord-coréen Kim Jong-il à Pyongyang en juin 2000, douze espions sont autorisés à retourner dans leur pays, la Corée du Nord.

## Fiche technique
- Titre : Rapatriement
- Titre original : 송환 (Songhwan)
- Réalisation : Kim Dong-won
- Scénario : Kim Dong-won
- Montage : Kim Dong-won
- Production : Kim Dong-won
- Société de production :
- Pays :  Corée du Nord et  Corée du Sud
- Genre : Documentaire
- Durée : 149 minutes
- Dates de sortie : 
  -  Japon : 15 octobre 2003 (Yamagata International Documentary Film Festival)

## Intentions
Selon la productrice Ilene Solomon, qui a vécu en Corée du Sud, « Repatriation nous oblige à ressentir, à ressentir l’humain. Des liens puissants et beaux sont développés et éprouvés au cours du film entre ce groupe de 12 prisonniers, entre Kim Dong-won et les prisonniers et entre les prisonniers et les communautés sud-coréennes qui les ont accueillis. Le peuple de ce pays divisé, traversé par la méfiance, montre ici le meilleur côté de son humanité. Malgré la politique, la méfiance et les engagements idéologiques puissants, ils sont toujours capables de cultiver la confiance et l’amour » .